# Tutto in un concerto
Tutto in un concerto è il primo album dal vivo del cantautore italiano Gigi D'Alessio, pubblicato il 10 novembre 1998.

## Tracce
Testi di Vincenzo D'Agostino, Luigi D'Alessio, eccetto dove indicato, musiche di Gigi D'Alessio, eccetto dove indicato.
1. Quel che resta del mio amore – 4:49
2. 30 canzoni – 7:26
3. Fotomodelle un po' povere – 5:05
4. L'anatroccolo sposato – 4:57
5. 'A primma 'nnammurata – 4:38
6. Di notte (Luigi D'Alessio, Vincenzo D'Agostino, Luigi Giuliano) – 5:13
7. Nu scugnezziello napulitane – 4:34
8. Annarè (Luigi D'Alessio, Vincenzo D'Agostino, Luigi Giuliano) – 5:08
9. Sposa ragazzina – 4:57 (Antonio Casaburi, Gigi D'Alessio)
10. Aspettando – 4:55
11. Anna se sposa – 5:02
12. Chiove – 4:50
13. Per una donna (Luigi D'Alessio, Vincenzo D'Agostino, Luigi Giuliano) – 4:30
14. 'O posto d'Annarè – 5:18

## Formazione
- Gigi D'Alessio – voce, chitarra, pianoforte
- Jerry Popolo – sassofono, flauto
- Carmine Napolitano – batteria
- Lello Somma – basso
- Maurizio Fiordilisio – chitarra
- Pippo Seno – chitarra
- Francesco D'Alessio – tastiera